# Артек. Большое путешествие
«Артек. Большое путешествие» — российский комедийный фильм Карена Захарова и Армена Ананикяна. Выход в широкий прокат состоялся 28 апреля 2022 года. Телевизионная премьера фильма состоялась 2 декабря 2022 года на телеканале «СТС».

## Сюжет
Действие фильма разворачивается летом 2021 года в лагере «Артек». Каждый из героев фильма сталкивается с проблемами, связанными с их родителями: родители Елисея и Николетты постоянно ссорятся и вот-вот собираются подать на развод, папа Ярика противится увлечению сына музыке, настаивая, что тот должен пойти по его собственным стопам и стать строителем, а Ромку мучают переживания из-за погибшего отца-лётчика, вследствие чего парень лишён должной смелости и мужественности.
Все ключевые герои пересекаются рядом с волшебным «деревом желаний», которое растёт в «Артеке» на протяжении многих лет. Загадывая желания, они невольно просят решить те проблемы, что в них вложили их же родители. После этого они переносятся в 1988 год, где сразу же видят отличия советского «Артека» от наших дней.
Быстро сообразив, что их забросило в прошлое для того, чтобы предотвратить трагичный исход жизни их родителей, ребята быстро приступают к делу. Николетта и Елисей пытаются помирить Васю Осипова и Иру Гончарову (своих будущих родителей), наставляя на занятиях танцами. Ярик узнаёт, что его отец, Игорь Лебедев, в детстве хотел стать режиссёром, чем вызывал недовольство собственного отца (то есть деда Ярослава), заставлявшего его работать в стройотряде «Артека». А Рома сначала, сам того не зная, травит своего отца, желающего занять первенство в авиамодельном кружке, однако из-за постоянных нападок хулиганов и собственной робости потерявшего все надежды, но затем помогает ему.
Параллельно с этим руководство лагеря в лице заместителя директора Сергея Сергеевича Курочкина, вожатой Елизаветы Ивановны и директора Ольги Андреевны (сохранивших свои посты и черты характера как в 1988, так и в 2021 году) начинает подозревать «новоприбывших» из будущего отдыхающих с совпадающими с реальными пионерами фамилиями в том, что те не имеют права находиться в Артеке, а набраны из Дома культуры из-за таланта, чтобы помочь «Морскому» Артеку победить «Лесной» Артек на конкурсе.
В конце концов ребятам удаётся всего за два дня повлиять на судьбы своих родителей: Елисей и Николлета примиряют Васю и Иру, Ярик показывает фильм своего отца перед всем лагерем, подарив ему первое место и одобрение деда, а также параллельно играя на гитаре на репетиции лагерного концерта, а Рома добивается победы своего отца на конкурсе в кружке авиамоделирования.
После вечернего концерта, посвящённого закрытию смены, Сергей Курочкин пытается раскрыть «правду» о непонятных однофамильцах в лагере, но отказывается от своего намерения после того, как по настоятельной просьбе Юры Ковалёва (будущего папы Ромы) публично зачитывает датированную 1968 годом капсулу времени, оказывающуюся напоминанием о том, что «Артек — это большая семья, а вожатые — наши мамы и папы, пусть даже на три недели», а капсула написана им самим, когда он был пионером.
После концерта дети прощаются со своими будущими родителями, обещая им, что они чуть позже придут на прощальный костёр, и больше никогда не потеряются.
Фильм заканчивается встречей детей в аэропорту со своими родителями, из которой становится ясно, что родители Елисея и Николлеты не разводятся, и более того у них рождается ещё один сын Иван; отец Ярика стал режиссёром, как хотел того в детстве, и одобряет увлечение сына игрой на гитаре; а отец Ромы и вовсе оказывается жив и, возможно, даже является КВС самолёта, на котором ребята вернулись в Москву.

## Отзывы
Фильм получил неоднозначную реакцию публики. Рейтинг на сервисе «Кинопоиск» составил 7.5 на основе 100 тысяч отзывов.

## Сиквел
В августе 2022 появилась информация о том, что продюсеры планируют снять продолжение фильма «Артек. Большое путешествие». В сиквеле фильма герои фильма переносятся из современного Артека в 1812 год. Съёмки сиквела начались через год — в сентябре 2023 года. Позднее название было изменено на «Артек. Сквозь столетия».

## В ролях
| Актёр                  | Роль                                                              |
| ---------------------- | ----------------------------------------------------------------- |
| Михаил Галустян        | Сергей Сергеевич Курочкин, заместитель директора                  |
| Елизавета Моряк        | Елизавета Ивановна Морякова, вожатая                              |
| Людмила Артемьева      | Ольга Андреевна директор                                          |
| Лиза Анохина           | Николетта Осипова                                                 |
| Даниил Муравьев-Изотов | Елисей Осипов                                                     |
| Даниил Большов         | Рома Ковалёв                                                      |
| Алексей Онежен         | Ярик Лебедев                                                      |
| Станислав Дужников     | Василий Осипов, отец Николетты и Елисея                           |
| Ян Алабушев            | Василий Осипов в детстве                                          |
| Надежда Михалкова      | Ирина Осипова (в девичестве — Гончарова), мама Николетты и Елисея |
| Марта Кесслер          | Ирина Гончарова в детстве                                         |
| Екатерина Климова      | мама Ромы                                                         |
| Сергей Безруков        | Юрий Ковалёв отец Ромы                                            |
| Владислав Семилетков   | Юрий Ковалёв в детстве                                            |
| Евгений Пронин         | Игорь Лебедев, отец Ярика                                         |
| Денис Кучер            | Игорь Лебедев в детстве                                           |
| Ян Цапник              | Ярослав Игоревич, дед Ярика                                       |
| Сергей Жуков           | в роли самого себя                                                |
| Энджел Жуков           | Сергей Жуков в детстве                                            |
| Виталий Безруков       | председатель жюри                                                 |